# Sofie Bonnevie
Sofia (Sofie) Elisabeth Bonnevie, född Strömer 7 maj 1853 i Uleåborg, död 6 juni 1944 i Bergen, var en finländsk operasångerska (alt), sångpedagog och författare.
Bonnevie var verksam som sångerska och kördirigent i både Norge och Finland. Mest känd blev hon som grundare av Finlands första damkvartett och ledde under sin karriär flera kvinnokörer. Hon var även en känd barnboksförfattare och sjukgymnast.

## Biografi
Bonnevie var dotter till guldsmeden Metrus Stömer och Emilia Charlotta Carlson samt syster till sångerskan Emmy Achté och därmed moster till Aino Ackté.
Bonnevie uppträdde som sångerska vid Finska Operan, sedermera Finlands nationalopera, tillsammans med systern Emmy 1873–1875. Karriären där tog slut när hon 1875 gifte sig med bergsingenjören Donald Campbell Mackey Bonnevie. Makarna flyttade samma år till Halden. I Norge fortsatte Bonnevie på sångarbanan, både som dirigent för en damkör och som sångerska i en damkvartett i Kristiania. Hon betraktades där som en av landets ledande sångare. När äktenskapet tog slut återvände Bonnevie till Helsingfors, där hon var verksam som sångpedagog och sjukgymnast.
Bonnevie var grundare till och ledare för Finlands första damkvartett, som åren 1891–1893 gav välbesökta konserter i Helsingfors. I kvartetten ingick förutom hon själv, Karin Hynén, Ellen Hirvinen och Anna Sarlin. Efter debutkonserten på våren 1891 skrev en tidningsrecensent: "Om Finska Damkvartetten kan man med fullt skäl säga att den kom, sjöng och segrade. Men när varje stämma har en sådan representant, så är en framgång som denne icke annat än helt naturlig. Skön och välskolad är varje röst." Efter debuten gjorde kvartetten en längre turné, bland annat till Vasa, Viborg och Fredrikshamn. 1892 konserterade kvartetten i Tallinn och Tartu och möttes även där av goda recensioner. En tid efter upplösningen på sommaren 1893 försökte Bonnevie sammanföra kvartetten igen för att ge en ny konsert i Tartu, men eftersom en av sopranerna inte ville medverka, beslöt Bonnevie att lägga ner projektet.
Vid sekelskiftet bildade Bonnevie en ny kvinnokör, bland annat bestående av Agnes Poschner och Aina Mannerheim. I december 1901 gav kören en konsert med Pergolesis Stabat mater, men recensionerna blev inte goda.
Utöver detta var Bonnevie barnboksförfattare. Hennes debutbok Ingrid och hennes skyddslingar gavs ut 1915 och fick bra mottagande av kritikerna.